# Navires marchands en Grèce antique

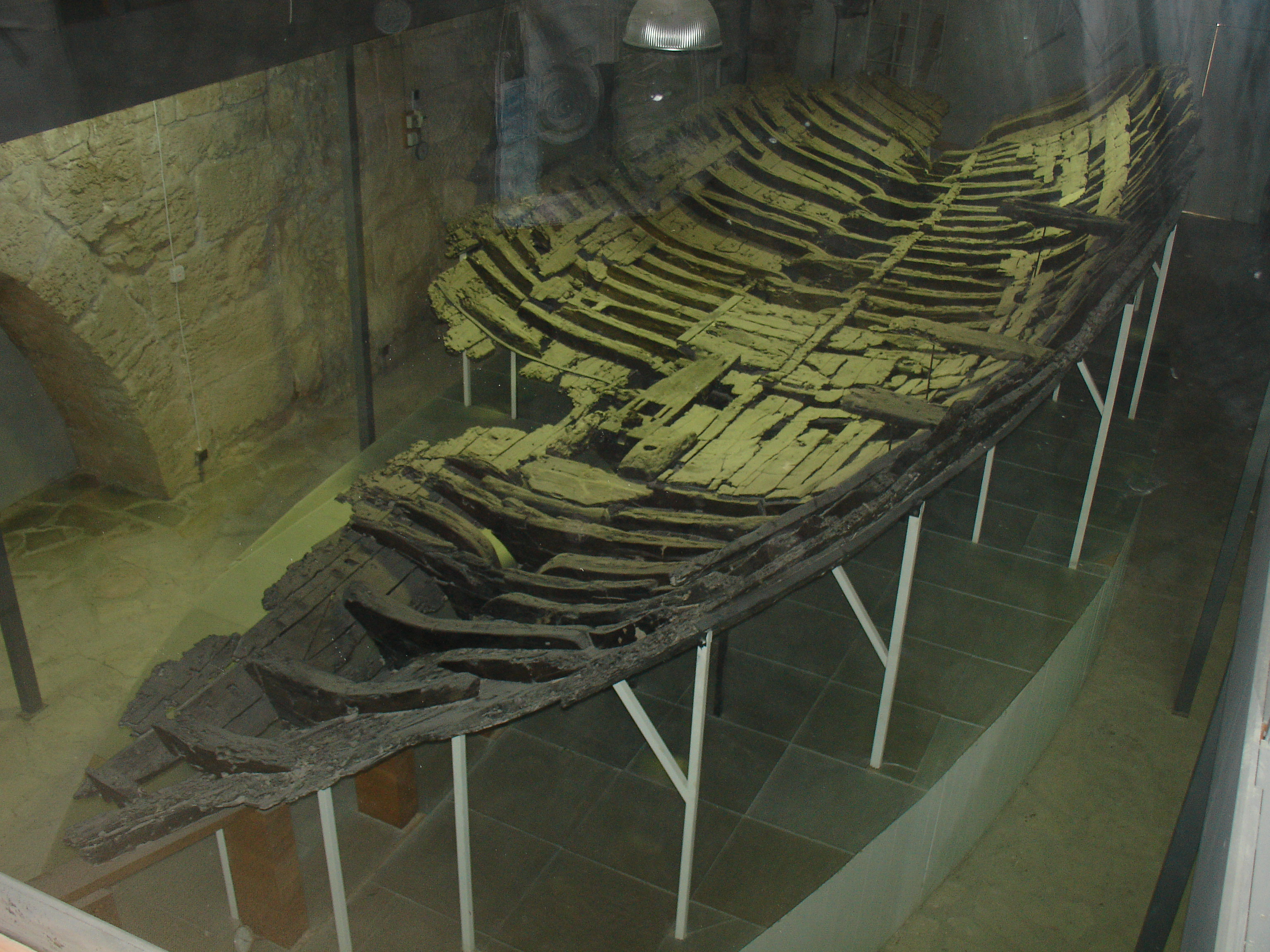
Épave de navire marchand grec antique retrouvé à Kyrenia (Chypre)

Les navires marchands jouaient en Grèce antique un rôle essentiel dans les échanges, dans la mesure où la fragmentation forte du relief de Grèce  encourageait les commerçants à se déplacer plutôt par voie maritime que terrestre, notamment à moyenne et longue distance.
Les représentations de ces bateaux sont rares, mais en les combinant avec les épaves retrouvées par les archéologues, les historiens ont aujourd’hui une idée assez précise des caractéristiques de ces vaisseaux. Ils sont le plus souvent désignés comme des navires « ronds » par opposition aux navires de guerre, « longs ». Compte tenu de la documentation disponible, il est cependant difficile aux historiens de dégager une typologie satisfaisante des bateaux de commerce en Grèce antique. La diversité semble la règle, aussi bien terme de taille que de tonnage, voire de mode de propulsion. Cependant, les évolutions techniques ne semblent pas particulièrement marquées.

## Caractéristiques techniques

### Des bateaux ronds à voile
Les épaves découvertes ces dernières décennies ont permis de compléter les informations apportées notamment par Théophraste qui dans le livre V de son Histoire des plantes fait un long développement à propos du bois de charpente, notamment en matière navale. Il semble que les bateaux marchands étaient construits principalement en cyprès ou en pin (pin d'Alep, pin maritime ou pin sylvestre), essences appréciées pour leur imputresciptibilité. Les travaux effectués sur l’épave de Kyrenia au large de Chypre ont permis de reconstituer le bateau et de montrer qu'il était pour l'essentiel constitué de pin d'Alep.
Ces navires étaient lourds et ronds : Homère évoque ainsi un « large bateau marchand » du type de celui, datant du XIIIe siècle av. J.-C., dont l'épave a été découverte à Uluburun, au sud-ouest de la Turquie actuelle. Ils étaient pontés et assez hauts au-dessus de la ligne de flottaison. Ces caractéristiques leur conféraient une remarquable stabilité même par gros temps et leur permettaient, contrairement au longs navires de guerre, de transporter des charges importantes sur de longues distances et sans escales, puisqu'il n'était pas nécessaire de les tirer à terre chaque soir comme les trières athéniennes par exemple. Du fait de la longue immersion de la coque, il était néanmoins courant de la recouvrir de minces feuilles de plomb pour les protéger des tarets.
Ils naviguaient à l’aide d’une voile carrée de lin : une coupe de la fin du VIe siècle, visible au British Museum, montre un bateau marchand arrondi et comportant une voile carrée. Le lin permettait à ces voiles d'allier légèreté et résistance. D'un seul tenant sur les navires de petite taille, cousue de plusieurs pièces sur les plus grands, la voile était, à l'aide de cargues, repliée depuis le pont à la manière d'un store sur la vergue, sans que cela nécessite de grimper sur cette dernière, d'où l'absence d'échelle de cordes sur les représentations dont on dispose. À l'époque hellénistique, les coutures des voiles de grande taille étaient renforcées de bandes de tissus sur lesquelles étaient fixés des anneaux de bronze guidant les cargues, ce qui rendait la voile à la fois plus solide et plus maniable.
La voile était dressée sur un seul mât, constitué le plus souvent de plusieurs morceaux de bois consolidés par des haubans. Sur le Kyrenia, des pièces d’accastillage et des anneaux de cargues retrouvées indiquent qu’un seul mât portant une voile carrée  y était implanté. Il était également équipé d’une cabine située à l’arrière, et d’une petite cambuse dans la partie avant.

### Rames et navigation commerciale
Les navires marchands pouvaient également avoir ponctuellement recours à la rame, même si leur forme arrondie les distinguaient des navires de guerre.
Ainsi, dans L’Odyssée, Homère évoque un vaisseau « à vingt bancs de rames qui franchit l’immensité des mers ». Ces bateaux de commerce à vingt (eikosoroi) ou trente (triakontores) rames pouvaient encore être utilisés à l'époque classique. Ainsi, dans le Contre Lacritos Démosthène évoque un « navire à vingt rames commandé par Hyblésios » qui effectue un voyage depuis Athènes jusqu'au Pont pour y transporter trois mille amphores de vin. On peut supposer que la présence de rames était censée aider Hyblésios à naviguer contre le vent et les courants jusqu'au Pont, sans qu'elles soient nécessaires pour le voyage de retour en septembre quand les vents favorables suffiraient à pousser un vaisseau jusqu’en Grèce.
En s'appuyant sur Hérodote, certains historiens actuels, notamment Humphreys et Snodgrass, considèrent que les Phéniciens utilisaient des pentécontères pour le transport de marchandises à longue distance et que les Samiens du VIe siècle av. J.-C. utilisaient une sorte de pentécontère adaptée spécifiquement pour le transport de gros tonnage. Pourtant, Hérodote dit seulement que les Phéniciens ont fait des longs voyages dans ces vaisseaux et ne suggère pas nécessairement un usage commercial. Dans son livre Ancient Greek France, Trevor Hodge montre bien les désavantages de ce vaisseau dans le commerce, dans la mesure où ils ont besoin d’un grand équipage de cinquante rameurs.
Il apparaît donc que, pour des fins commerciales, l’usage de vaisseaux nécessitant beaucoup de rameurs n’était pas la règle mais plutôt l’exception. De plus, sur les représentations des bateaux marchands on ne voit pas de rames. Elles devaient être utilisées en cas de nécessité, en cas de manque de vent ou pour remonter un courant contraire.

### Ancres
Il semble qu’au moins deux sortes d’ancres étaient utilisées à l’époque classique. L'ancre pyramidale en pierre percée d'un trou pour faire passer le câble avait l'inconvénient de ne pas pouvoir s'accrocher au fond. C'est pourquoi il semble qu'à l'époque classique se développe un nouveau type d'ancre, plus proche des formes modernes. Ces ancres-crochet en bois étaient lestées de plomb (c'est le cas de celle retrouvée dans l’épave de Porticello) ou de pierre  bardées de métal dans les parties effilées. Plus tard apparurent des ancres dont la partie supérieure était intégralement métallique, comme c'est le cas pour l'épave de Mahdia au Ier siècle av. J.-C.. Cette dernière, comme souvent les navires plus anciens, était équipée de plusieurs ancres pour plus de sécurité.

Ancres
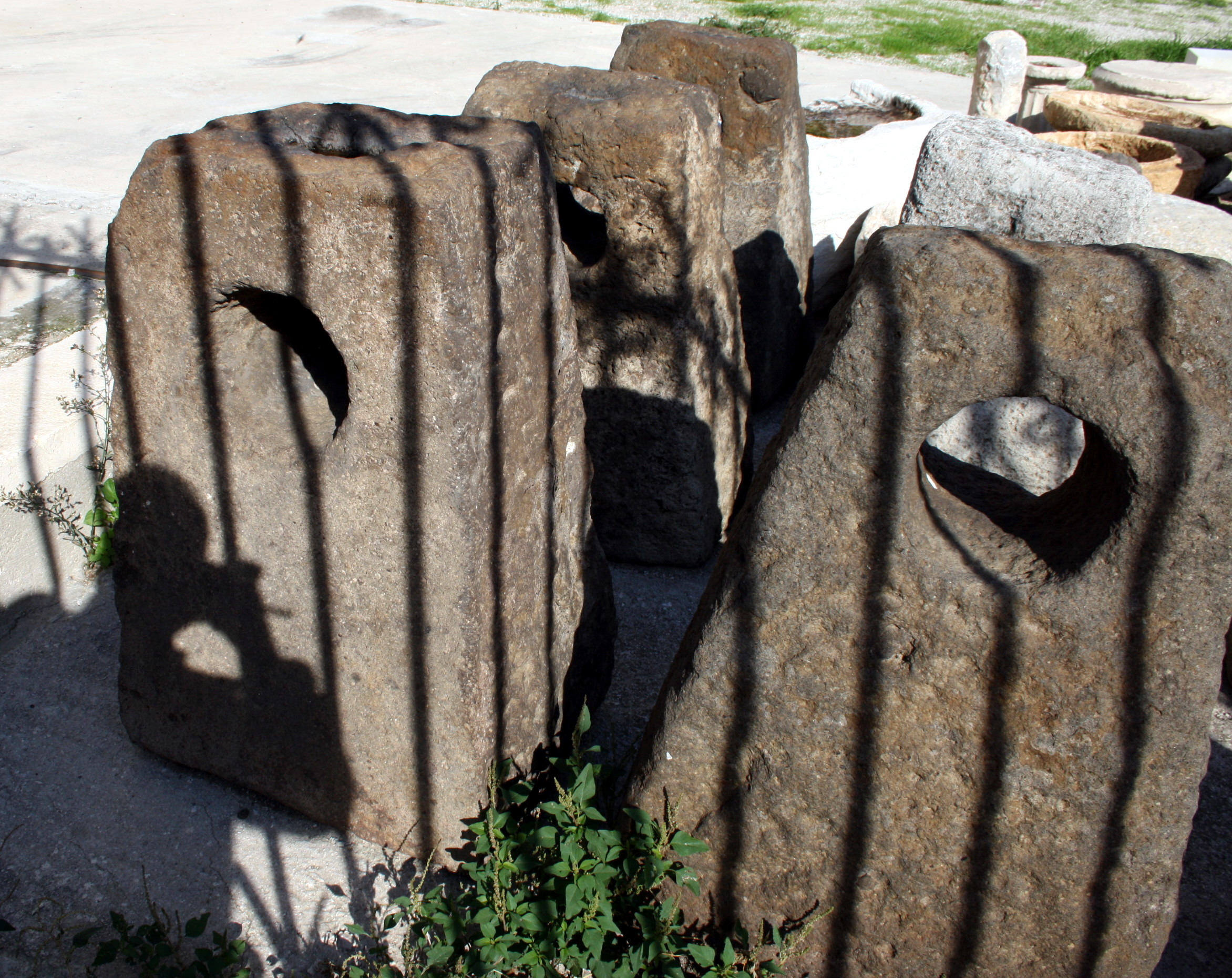
Ancres de pierre, Le Pirée
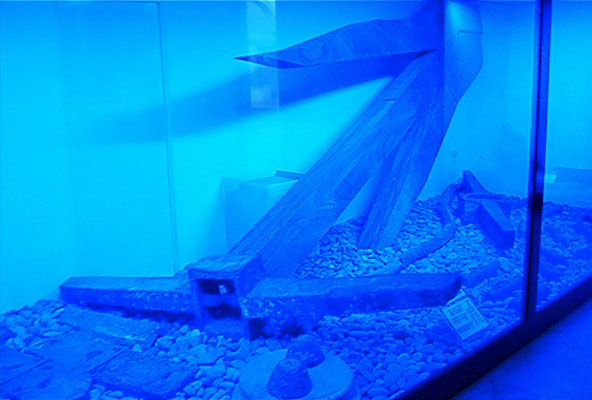
Une des ancres de l’épave de Mahdia, Ier siècle av. J.-C.

### Taille, tonnage et vitesse des navires

#### Longueur  et tonnage
La plupart des épaves classiques retrouvées en Méditerranée sont en très mauvais état ; la coque est souvent écrasée, voire éparpillée, et très déformée après des siècles passés dans l’eau. Il est donc souvent difficile de reconstituer le plan exact du bateau. On dispose cependant de plusieurs estimations relativement précises grâce des épaves mieux conservées : la taille de l'épave de Kyrenia a par exemple été estimée à 14,50 m de longueur et 4 m de largeur pour une capacité de charge d'une vingtaine de tonnes. La plupart des navires marchands s'approchaient probablement plutôt du gabarit de ce caboteur, moins grand que l’épave de Porticello, estimée à environ 20 m de longueur pour une capacité de charge d’une trentaine de tonnes. Des vaisseaux de plus grandes tailles ont été retrouvés, notamment, à Alonessos, un vaisseau d’une capacité de charge d’environ 120 tonnes.
Les sources littéraires peuvent également être mises à contribution pour estimer la capacité de charge d’un bateau marchand. Ainsi, dans le passage du Contre Lacritos évoqué plus haut, Démosthène parle d’un navire transportant trois mille amphores, ce qui est du même ordre que l’épave d’Alonessos, qui, elle, en comportait trois à quatre mille. Si une amphore pesait en moyenne 26,5 litres, le calcul donne un résultat de 105 tonnes ; sachant que des navires transportaient non seulement des amphores mais aussi d’autres produits ainsi que des personnes, il est raisonnable de conclure que des navires marchands de plus de cent tonnes de tonnage pouvaient prendre la mer à l’époque classique. Malgré tout, la plupart des navires marchands circulant en mer Égée étaient des navires caboteurs du tonnage de l'épave de Kyrenia, ou un peu plus gros, abstraction faite des cas exceptionnels comme celui du Syracusia, navire marchand construit à l'initiative du tyran Hiéron II de Syracuse qui pouvait transporter une charge de 2000 tonnes et était si grand qu'il devait être remorqué et ne fit qu'un voyage de Syracuse à Alexandrie.

#### Vitesse
La reconstruction grandeur nature du navire dont on a trouvé l'épave à Kyrenia a permis de tester les qualités nautiques de ce type de navire marchand. À cette occasion, on a constaté qu'ils pouvaient naviguer à 70° contre le vent, « vérification empirique de la thèse de Jean Rougé sur la capacité des cargos antiques de remonter au vent ». Cette expérience d'archéologie expérimentale permit en outre de constater une vitesse moyenne de quatre nœuds, plus ou moins conforme à ce que semble indiquer les sources littéraires antiques : 
- D’après Thucydide, il fallait quatre jours  et quatre nuits pour un vaisseau marchand, que le vent pousse continuellement, pour faire le voyage d’Abdère à l’embouchure de l'Istres, sur le Pont-Euxin[18], ce qui donne une vitesse de 5,2 nœuds.
- D'après Diodore de Sicile, la traversée de Rhodes à Alexandrie durait trois jours et demi pour 325 miles et celle de la mer d’Azov à Rhodes, neuf jours et demi pour une distance de 880 miles ; dans les deux cas, cela correspond à une vitesse de 3,9 nœuds.
- Pline l'Ancien évoque une traversée d’Ostie jusqu’en Afrique en deux jours pour 270 miles (soit une vitesse de six nœuds), et de neuf jours pour mille miles de Messénie à Alexandrie, ce qui donne une vitesse de 4,6 nœuds.
- Xénophon d'Éphèse parle également d’un bateau de pirates qui avait effectué le voyage de 400 miles de Rhodes à Tyr en Phénicie en quatre jours, ce qui fait 100 miles par jour ou une vitesse de 4 nœuds. Il dit que ce vaisseau a été retardé par des conditions défavorables ce qui veut dire que normalement le voyage pourrait se faire plus rapidement.

## Équipage et cargaison
La simplicité de la manœuvre de ces navires ronds et stables permettait de limiter l'équipage à quatre ou cinq individus.